# John Arthur Roebuck Rudge
John Arthur Roebuck Rudge (26 de juliol de 1837 - 3 de gener de 1903) va ser un inventor anglès i fabricant d'instruments científics per professió. Rudge va néixer a Bath i era fill de Henry Rudge, un comerciant de fusta, i Christiana, ambdós reformadors de classe mitjana. Va estar solter tota la vida. Destaca per les seves contribucions a la cinematografia. Va ser el primer anglès a produir imatges en moviment a través de fotografies muntades sobre un tambor giratori. Es considera també un precursor de l'animació amb imatges de stop-motion.
En paral·lel a la seva professió científica, Rudge va ser un artista actiu que va guanyar el sobrenom de "El Mag de la Llanterna Màgica" pels seus avançants especacles amb aquesta, que van emfatitzar una varietat de construccions intel·ligents per donar la sensació de moviment a la pantalla, incloent el Choreustoscope i el Ross Wheel of Live.

## Trajectòria
El 1861, Rudge ja impartia classes d'electricitat, experimentava amb un model de tren elèctric i un vaixell elèctric, i el 1863 ja va ser catalogat com un "fabricant d'instruments filosòfics".
Rudge va conèixer a William Friese Greene al voltant de 1880, aquest últim tenint una botiga fotogràfica a prop de Bath, i van formar una estreta relació. Rudge feia la major part del treball tècnic, mentre que Friese Greene l'ajudava amb la fotografia i feia algunes demostracions públiques. Això, sens dubte, va encendre l'interès de Friese Greene en la realització d'imatges en moviment.
A principis d'aquesta dècada, va inventar una llanterna especial amb set diapositives muntades al voltant de la seva circumferència i un obturador en forma de tisora per canviar fotografies ràpidament sense problemes. Aquest invent el va vendre a Friese Greene, que el va presentar a partir de 1885 com una invenció pròpia.
Més tard, Rudge va produir una llanterna amb quatre lents convergents que van projectar una dispositiva especal amb quatre retrats seqüenciats; un únic obturador davant de les lents s'encarregava de barrejar ràpidament les quatre imatges en una única impressió d'una expressió facial canviant. Friese Greene va ser objecte d'una d'aquestes diapositives de retrat, i va demostrar novament la invenció a les societats fotogràfiques a Londres i en altres ciutats.
Un altre dispositiu de Rudge creat el 1888 combinava dues llanternes, cadascuna equipada amb una infinitat de diapositives de vidre lligades mitjançant anells metàl·lics. Operat per un mecanisme de rellotgeria impulsat per un pes pesat, el sistema de llanterna dissolent projectava imatges de canvi d'expressions facias que donaven una il·lusió de moviment. Per a aquest dispositiu, Friese Greene i lenginyer civil Mortimer Evans van dissenyar i patentar una càmera capaç de no prendre més de cinc imatges per segon.
El 1890, Rudge va produir un nou dispositiu presentat a la Bath Photographic Society basat en la dissolució de la pràctica de la llanterna màgica, que tenia dues lents i dos discs rotatius, cadascun dels quals tenia set imatges projectades alternativament en una ràpida successió. La seva primera demostració no va tenir èxit, però més tard va vendre-ho a un especacle de Birmingham.
La llanterna de set diapositives de Rudge i el seu posterior mecanisme de doble disc van ser adquirits per Will Day i avui en dia encara es conserven a la Cinématèque Française.
A part del seu treball de projecció, Rudge va afirmar ser la primera persona a portar la llum elèctrica i els raigs X a Bath. També va inventar una màquina de pasatge de monovolum, un tren elèctric en miniatura, una arma de foc ràpid i un salvavides inflamable.
A Bath, concretament a "New Bond Street Place", s'hi troba una placa negre dedicada a Arthur Roebuck Rudge i William Friese Greene que diu: "Per perpetuar el nom i la memòria de John Arthur Roebuck Rudge, que va viure durant molts anys a la casa contigua i després de nombrosos experiments realitzats va ser el primer anglès a produir imatges en moviment a través de fotografies muntades sobre un tambor giratori. També al seu amic William Friese Greene, que va tenir el seu estudi en el nº 9, un inventor de la cinematografia comercial i el primer home a aplicar la cinta de cel·luloide a aquest efecte. La cinematografia pot atribuir-se així als treballs d'aquests dos ciutadans de Bath, on aquesta marevallosa invenció va rebre el seu naixement, sens dubte."

## The Biophantic Lantern
The Biophantic Lantern és l'invent més destacat de l'autor. Aquest aparell de projecció va ser creat el 1875 i consistia en un carrusel de vidre amb set diapositives que es movien de manera intermitent al voltant de la cel·la. També se'l coneix amb el nom deprojector Rudge
El 1882, treballant conjuntament amb William Friese Greene el van perfeccionar per tal que pogués projectar plats fotogràfics. D'aquesta manera van crear el va perfeccionarTrTreballant junts, van millorar la "Llanterna Biofànmica" per tal que pogués projectar plats fotogràfics i crear el Biophantascope o Phantascope, format per una sèrie de moviments de 12 fotogrames que ell anomenava "A Boy in a Eton Collar". No s'ha de confondre amb el Fantascope de Robertson o el Phantascope de Jenkins.
De totes maneres, Friese Greene va adonar-se de les limitacions de les plaques de vidre i va començar a experimentar amb material cel·lular per obtenir imatges en moviment.